# Jan Łodziński
Jan Łodziński, właśc. Jan Jerzy Łoziński, ps. „Babinicz”, „Andrzej”, vel Jan Kuza (ur. 12 kwietnia 1908 w Grodźcu, zm. 23 marca 1967 w Częstochowie) – polski oficer sł. st. piechoty Wojska Polskiego, por. [1934], w konspiracji NOW/AK, kpt. sł. st. p. [1945], Komendant Obwodu AK/NIE Sanok (OP-23) V 1944 – II 1945, podległego pod Okręg krakowski AK, Inspektorat Jasło.

## Życiorys
Urodzony 12 kwietnia 1908 w miejscowości Grodziec. Syn Wacława, urzędnika kopalni Grodziec, i Janiny z ddomu Łypaczewskiej. Po ukończeniu szkoły powszechnej w Grodźcu kształcił się w Wyższej Szkole Handlowej w Katowicach, gdzie zdał w 1928 maturę. W okresie od września 1928 do sierpnia 1929 w Szkole Podchorążych Piechoty w Różanie, gdzie przeszedł przeszkolenie unitarne. Następnie od października 1929 do sierpnia 1931 w Szkole Podchorążych Piechoty w Ostrowi Mazowieckiej – Komorowie. Promowany na stopień podporucznika służby stałej piechoty 15 sierpnia 1931, z przydziałem do 27 Pułku Piechoty w Częstochowie, na stanowisko dowódcy plutonu. Na stopień porucznika awansowany 1 stycznia 1934. W 1935, jako wyróżniający się w służbie oficer, został przez Ministerstwo Spraw Wojskowych przeniesiony do Korpusu Ochrony Pogranicza. Rozkazem nr 45 dowódcy KOP z 24 listopada 1937 nadano mu prawo noszenia odznaki KOP. Na początku 1938 skierowany do Centrum Wyszkolenia Piechoty w Rembertowie, gdzie ukończył z wynikiem pozytywnym VII kurs dla dowódców kompanii. Powrócił do swego macierzystego 27 pułku piechoty z nominacją na stanowisko dowódcy 1 kompanii I baonu.
Brał udział w kampanii wrześniowej 1939 w szeregach 27 pp, dowodzonego przez ppłk. B. Panka, w składzie 7 Dywizji Piechoty gen. Janusza Gąsiorowskiego. Dowodził 6 kompanią II baonu. Walczył z wrogiem pod Lublińcem i w rejonie Częstochowy. Podczas walk w rejonie Złotego Potoku odznaczył się męstwem i odwagą. Podczas silnego uderzenia Niemców swym opanowaniem i dzielną podstawą wyprowadził swoją kompanię z okrążenia, ponosząc stosunkowo niskie straty, sam ratował się brawurowym atakiem granatami, tracąc konia. Dowodził czołem 27 pp i przebił się przez linie nieprzyjaciela. Dalszy szlak bojowy prowadził w rejon Szydłowca na wschód. Wraz z grupą żołnierzy i oficerów dotarł w rejon Kowla na Wołyniu.
Po napaści 17 września 1939 Sowietów na Polskę walczył w rejonie Kowla z wojskami sowieckiego agresora, gdzie dostał się do niewoli, skąd wkrótce udało mu się zbiec z konwoju do obozu. Za okazane męstwo na polu walki był przedstawiony do odznaczenia Virtuti Militari V klasy. Jesienią 1939 przedostał się do Stalowej Woli, gdzie zamieszkał u swego brata. Podjął pracę jako palacz w Hucie Stalowa Wola. W związku z zarządzeniem niemieckiego okupanta nakazującym pod groźbą kary śmierci rejestrację oficerów WP, musiał się ukrywać.
W 1940 podjął działalność konspiracyjną w szeregach Narodowej Organizacji Wojskowej. Należał do grona organizatorów struktur konspiracyjnych NOW na terenie Stalowej Woli, potem w powiecie sanockim. Po scaleniu NOW z Armią Krajową od 1942 czynny w AK. W 1944 mieszkał na kwaterze konspiracyjnej u Władysława i Marii Niemców w Bażanówce. W maju 1944 mianowany komendantem obwodu AK Sanok, podległego pod Okręg Krakowski AK, Inspektorat Jasło. W czasie akcji „Burza” miał swoją kwaterę w mieszkaniu dr Adama Gilewicza w Sanoku. Był przewidywany na stanowisko dowódcy I baonu odtwarzanego w AK 5 pułku strzelców konnych.
Po wejściu Armii Czerwonej na teren obwodu nadal pozostał w konspiracji i kieruje podległym obwodem AK Sanok. Ze względów bezpieczeństwa przeniósł się z Sanoka do Brzozowa. Rozkazem Komendy Głównej AK z 23 stycznia 1945 awansowany na stopień kapitana piechoty ze starszeństwem z dniem 1 stycznia 1945. Po rozwiązaniu 19 stycznia 1945 AK, działa w strukturach poakowskiej konspiracji. 
Na przełomie lutego i marca 1945 ujęty przez UB i przekazany NKWD. Podczas przesłuchań w NKWD był bity i torturowany, w celu wymuszenia zeznań. Wywieziony w kwietniu 1945 do łagru w głąb Rosji, gdzie zmuszano go do niewolniczej pracy w kopalni węgla. Na początku grudnia 1947 repatriowany do Polski przez obóz przejściowy nr 284 w Brześciu. 
Do rodziny zamieszkałej w Częstochowie powrócił 13 grudnia 1947. Od 1948 podjął pracę zawodową jako urzędnik w Przedsiębiorstwie Budowy Kopalni Rud w Częstochowie. Podejmuje jednocześnie studia wyższe na Wydziale Mechanicznym Politechniki Śląskiej w Gliwicach, gdzie w latach pięćdziesiątych uzyskał dyplom inżyniera mechanika. Pracował wówczas w jednym z przedsiębiorstw w Katowicach jako główny mechanik organizacji i normowania pracy w przemyśle. Zmarł nagle na atak serca 23 marca 1967. Pochowany na cmentarzu Kule w Częstochowie.
Odznaczony Orderem Virtuti Militari V klasy (nr DK 1028), Krzyżem Walecznych, Srebrnym Krzyżem Zasługi z Mieczami.
Żonaty z Haliną z domu Wilkoszewską (1909-1994). Mieli synów: Andrzeja (ur. 1937, doktor nauk medycznych) i Ignacego (ur. 1949, magister inżynier architekt).